# うすいかなこ
うすい かなこは、日本の絵本作家。

## 来歴
岐阜県生まれ。岐阜県立加納高等学校からキングストン大学へ進み、卒業後絵本2冊がイギリスで出版される。『はしれワニくん！』(原題 Fantastic Mr.Wani)はイギリス・日本他、世界数ヵ国で出版され、2005年にイギリスのブックイラスト絵本新人賞を受賞する。『ぐうたらサンタとはたらきもののひつじ』(原題 Lazy Santa and Toto)は、イギリスと日本で出版された。。

## 人物
無鉄砲で冒険好き。旅行先では美味しいものを食べる。海外のスーパーマーケット、建物の壁のはがれ具合が好き。古本、ブリキの缶が好き。写真も撮るが、ハトの写真は必ずブレる。

## 主な著作

### 絵本
- 『ぐうたらサンタとはたらきもののひつじ』 （2005年10月、ヴィレッジブックス、ISBN 978-4863324718）
- 『はしれワニくん!』 （2007年5月、RIC出版、ISBN 978-4902216967）
- 『とべとべあひるの3きょうだい』 （2009年9月、PHP研究所、ISBN 978-4569689906）
- 『くいしんぼうのマロンとメロン ピザのくにへいく』 （2010年4月、教育画劇、ISBN 978-4774611631）